# Jean Ragnotti
Jean Ragnotti (rođen 29. kolovoza 1945.) je francuski reli-vozač, koji je nastupao za momčad Renault.
Nastupio je na 41 utrke svjetskog prvenstva u reliju, pobijedio na tri, dok je na devet završio na pobjedničkom podiju. Pobijedio je 1981. na Reliju Monte Carlo, te 1982. i 1985. na Reliju Korzika. U mirovinu se povukao 1995. nakon nastupa na Reliju Korzika.